# 2011 ve filmu
Toto je seznam filmů, jejichž premiéra se uskutečnila v roce 2011.

## Filmy roku 2011

### České filmy
- Alois Nebel (režie: Tomáš Luňák)
- Autopohádky (režie: Břetislav Pojar, Michal Žabka, Libor Pixa, Jakub Kohák)
- Bastardi 2 (režie: Jan Lengyel)
- Cagey Tigers (česko-slovenský studentský krátký film, režie: Aramisova)
- Cigán (slovensko-český film, režie: Martin Šulík)
- Czech Made Man (režie: Tomáš Řehořek)
- Čertova nevěsta (režie: Zdeněk Troška)
- Divadlo Svoboda (dokumentární film, režie: Jakub Hejna)
- Dům (slovensko-český film, režie: Zuzana Liová)
- Em a On (dokumentární film, režie: Vladimír Michálek)
- Fimfárum - Do třetice všeho dobrého (režie: Vlasta Pospíšilová, Kristina Dufková, David Súkup)
- Generace singles (dokumentární film, režie: Jana Počtová)
- Gorila (režie: Pavel Sličný, Helmut Kuhl)
- Hranaři (režie: Tomáš Zelenka)
- Když kámen promluví (dokumentární video film, režie: Viliam Poltikovič)
- Lidice (režie: Petr Nikolaev)
- Love (slovensko-český film, režie: Jakub Kroner)
- Lovecká sezóna (televizní dokumentární film, režie: Richard Komárek)
- Micimutr (režie: Vít Karas)
- Můj otec George Voskovec (dokumentární film, režie: Libuše Rudinská)
- Muži v naději (režie: Jiří Vejdělek)
- Nevinnost (režie: Jan Hřebejk)
- Nic proti ničemu (režie: Petr Marek)
- Nickyho rodina (česko-slovenský polodokumentární film, režie: Matej Mináč)
- Odcházení (režie: Václav Havel)
- Od višní do višní (studentský film, režie: Jana Boršková)
- Osmdesát dopisů (režie: Václav Kadrnka)
- Ostrov svaté Heleny (režie: Vlastimil Šimůnek)
- Perfect Days – I ženy mají své dny (režie: Alice Nellis)
- Po dlouhé noci den (česko-německý dokumentární film, režie: Tomáš Kudrna)
- Pod sluncem tma (dokumentární film, režie: Martin Mareček)
- Poupata (režie: Zdeněk Jiráský)
- Rekvalifikace (režie: Vlado Štancel)
- Rock života (dokumentární film, režie: Jan Gogola ml.)
- Rodina je základ státu (režie: Robert Sedláček)
- Saxána a Lexikon kouzel (režie: Václav Vorlíček)
- Tantra (dokumentární film, režie: Benjamin Tuček)
- Tchyně a uzený (televizní film, režie: Lenka Wimmerová)
- Trafačka – Chrám svobody (dokumentární film, režie: Saša Dlouhý, Roman Vávra)
- V peřině (režie: F. A. Brabec)
- Vendeta (režie: Miroslav Ondruš)
- Venku (dokumentární film, režie: Veronika Sobková)
- Všechno je sračka (krátkometrážní studentský film, režie: Tomáš Weinreb)
- Westernstory (režie: Vlastimil Peška)
- Závod ke dnu (dokumentární film, režie: Vít Janeček)
- Zneužívaný (dokumentární film, režie: Ivanna Benešová)

### Zahraniční filmy
- Auta 2 (režie: John Lasseter)
- Barbar Conan (režie: Marcus Nispel)
- Drive (režie: Nicolas Winding Refn)
- Gnomeo & Julie (režie: Kelly Asbury)
- Harry Potter a Relikvie smrti – část 2 (režie: David Yates)
- Hlavně nezávazně – (režie: Ivan Reitman)
- Ironclad (režie: Jonathan English)
- Kovbojové a vetřelci (režie: Jon Favreau)
- Mission: Impossible - Ghost Protocol (režie: Brad Bird)
- Orel Deváté legie (režie: Kevin Macdonald)
- Piráti z Karibiku: Na vlnách podivna (režie: Rob Marshall)
- Půlnoc v Paříži (režie: Woody Allen)
- Rango (režie: Gore Verbinski)
- Rio (režie: Carlos Saldanha)
- Rychle a zběsile 5 (režie: Justin Lin)
- Sherlock Holmes 2 (režie: Guy Ritchie)
- Správci osudu (režie: George Nolfi)
- Světová invaze (režie: Jonathan Liebesman)
- Šmoulové (režie: Raja Gosnell)
- Thor (režie: Kenneth Branagh)
- Transformers 3 (režie: Michael Bay)
- Twilight Sága: Rozbřesk, část 1 (režie: Bill Condon)
- Un été brûlant (režie: Philippe Garrel)
- X-Men: První třída (režie: Matthew Vaughn)
- Zátah: Vykoupení (režie: Gareth Evans)
- Zelený sršeň (režie: Michel Gondry)
- Zkus mě rozesmát (režie: Dennis Dugan)

## Tržby a návštěvnost

### Celosvětově
Následujícím seznam řadí filmy s celosvětovou premiérou v roce 2011 dle jejich tržeb v amerických dolarech. Zahrnuty jsou tržby za celou dobu promítání filmu (tedy i mimo rok 2011).
| Pořadí | Titul                                  | Tržby celosvětově | Tržby v ČR |
| ------ | -------------------------------------- | ----------------- | ---------- |
| 1      | Harry Potter a Relikvie smrti – část 2 | 1 328 111 219     | 5 599 132  |
| 2      | Transformers 3                         | 1 123 746 996     | 1 825 418  |
| 3      | Piráti z Karibiku: Na vlnách podivna   | 1 043 871 802     | 3 876 389  |
| 4      | Twilight Sága: Rozbřesk, část 1        | 705 058 657       | 1 934 037  |
| 5      | Mission: Impossible - Ghost Protocol   | 693 054 071       | 522 658    |

### Česko
Následující seznam řadí filmy podle návštěvnosti v českých kinech v roce 2011. Tržby a návštěvnost jsou uvedeny pouze za rok 2011.
| Pořadí | Titul                                  | Česká premiéra    | Diváků  | Tržby (Kč) |
| ------ | -------------------------------------- | ----------------- | ------- | ---------- |
| 1      | Muži v naději                          | 25. srpna 2011    | 852 199 | 94 349 896 |
| 2      | Harry Potter a Relikvie smrti – část 2 | 14. červenec 2011 | 708 718 | 93 988 538 |
| 3      | Šmoulové                               | 11. srpna 2011    | 519 188 | 61 273 305 |
| 4      | Lidice                                 | 2. června 2011    | 511 064 | 49 581 197 |
| 5      | Piráti z Karibiku: Na vlnách podivna   | 19. května 2011   | 456 061 | 60 830 633 |